# Fisklösen (Boda socken, Dalarna)
Fisklösen är en sjö i Rättviks kommun i Dalarna och ingår i Dalälvens huvudavrinningsområde.